# Времја и стекло
Времја и стекло је украјинска поп група, формирана 2010. године. Састав чине Алексеј Завгородниј и Надја Дорофјева. Продуцент групе је Алексеј Потапјенко.

## Историја
Године 2010, Ирина Горовој и Потапјенко оснивају дискографску кућу MOZGI Entertainment и позивају Алексеја Завгороднија (тада познатог под псеудонимом Позитив), да се прикључи њиховом новом пројекту. Након спроведеног интернет - кастинга и директне кампање у Кијеву, победник фестивала Черноморские Игры (Црноморске игре), Надја Дорофјева, изабрана је за женског вокала новоформираног дуа.
Први сингл Так выпала Карта- модерна романса, имао је премијеру 17. новембра 2010. 10 дана након објаве, песма се нашла на 5. месту топа најгледанијих песама на Јутјубу, према часопису Мировые музыканты.
4. марта 2011, издају песму Любви Точка Нет. Исте године објављују синглове Серебряное море и Кафель. 29. маја 2012, бенд је представио пемсу Гармошка. Крајем године представили су спот за песму Слеза, коју су извели заједно са Потапјенком. Године 2013, објављују сингл #кАроче и енглеску верзију песме Гармошка, као и спот за песму Потанцуй со мной. 2014, објављују сингл Забери, сниманог у Мексику.
Бенд је учествовао на разним украјинским телевизијским програмима забавног садржаја.
Највећи успех остварују објавом сингла Имя 505, у пролеће 2015. Снимак је за 3 недеље на Јутјубу прегледан преко 50 милиона пута. Од јануара 2017. забележено је преко 130 милиона прегледа.

## Састав
- Алексеј Завгородниј - вокал
- Настја Дорофјева - вокал

## Дискографија
- Так выпала Карта (2010)
- Любви точка нет (2011)
- Скачать бесплатно (2011)
- Серебряное море (2011)
- Кафель (2011)
- Гармошка (2012)
- Слеза (2012)
- #кАроче (2013)
- Потанцуй со мной (2013)
- Забери (2014)
- Имя 505 (2015)
- Песня 404 (2015)
- #Навернопотомучто (2016)
- На стиле (2016)